# Ustawa o tworzeniu i działaniu wielkopowierzchniowych obiektów handlowych
Ustawa z dnia 11 maja 2007 r. o tworzeniu i działaniu wielkopowierzchniowych obiektów handlowych (Dz.U. z 2007 r. nr 127, poz. 880) – polska ustawa obowiązująca od 18 września 2007 r. do 11 lipca 2008 r., w której wprowadzono regulacje w zakresie tworzenia i działania wielkopowierzchniowych obiektów handlowych (WOH).
W rozumieniu ustawy wielkopowierzchniowy obiekt handlowy stanowił obiekt handlowy o powierzchni sprzedaży przekraczającej 400 m², w którym prowadzona jest jakakolwiek działalność handlowa (art. 2 ust. 1).
Na mocy ww. ustawy utworzenie WOH wymagało uzyskania zezwolenia wydanego przez wójta, burmistrza gminy lub prezydenta miasta właściwego ze względu na lokalizację WOH. Zezwolenie to wydawano na wniosek przedsiębiorcy, jednak po spełnieniu określonych warunków. Lokalizacja planowanego WOH musiała być zgodna z miejscowym planem zagospodarowania przestrzennego albo decyzją o warunkach zabudowy i zagospodarowania terenu. Ponadto wniosek o utworzenie planowanego WOH musiał uzyskać pozytywną opinię właściwej rady gminy. W przypadku WOH o powierzchni sprzedaży powyżej 2000 m², wymagane było również, aby lokalizacja planowanego WOH nie była sprzeczna z planem zagospodarowania przestrzennego województwa i wniosek o utworzenie WOH był pozytywnie zaopiniowany również przez sejmik wojewódzki. Do ww. wniosku o wydanie zezwolenia na utworzenie WOH przedsiębiorca mógł, ale nie musiał, dołączyć analizy i opinie dotyczące oceny skutków utworzenia WOH (art. 4 ust. 3).
Jednak w art. 5 ust. 1 ustawodawca określał, iż po spełnieniu określonych w ustawie warunków, to organ zezwalający wykonywał lub zlecał wykonanie analiz i opinii, o których mowa w ustawie, i dopiero po ich uzyskaniu przedstawiał wniosek do zaopiniowania radzie gminy. Stąd wynikał wniosek, że dla spełnienia wymogów formalnych przed wydaniem zezwolenia konieczne było wykonanie analiz i opinii w zakresie skutków utworzenia WOH. W tejże ustawie w art. 5 ust. 6 określono jednak, iż szczegółowy zakres analiz i opinii dotyczących oceny skutków utworzenia WOH, w drodze rozporządzenia, określić miał minister właściwy do spraw gospodarki. Rozporządzenie takie nie zostało nigdy wydane.
Z dniem 11 lipca 2008 r. ustawa ta utraciła moc zgodnie z wyrokiem Trybunału Konstytucyjnego z dnia 8 lipca 2008 r. (Dz.U. z 2008 r. nr 123, poz. 803).